# Alexander Maurits
Alexander Maurits, född 1978, är en svensk kyrkohistoriker och akademisk ledare.

## Biografi
Bördig från Ulricehamns kommun studerade Maurits humanistiska och teologiska ämnen vid Lunds universitet. Efter att ha avlagt magisterexamen i historia var han doktorand i kyrkohistoria. I december 2011 disputerade han på avhandlingen Den vackra och erkända patriarchalismen: Den lundensiska högkyrklighetens präst- och mansideal, en studie av 1800-talets prästmannaideal. Därefter har Maurits forskning bland annat berört svenska kyrkan och moderniteten, prästfruideal under 1900-talet, kvinnliga präster, kyrka och idrott samt antiklerikalism. År 2021 blev Maurits docent i kyrkohistoria vid Lunds universitet.
Alltsedan tidigt 2010-tal har Maurits kombinerat sin gärning som lärare och forskare med olika typer av akademiska ledningsuppdrag. Han har varit utbildningsledare vid de humanistiska och teologiska fakulteterna i Lund, och sedan 2015 är han prefekt för Centrum för teologi och religionsvetenskap.
Maurits har vid flera tillfällen deltagit i den högskolepolitiska debatten.